# Faculté des sciences et ingénierie de Sorbonne Université
La faculté de sciences et ingénierie de Sorbonne Université est un regroupement de composantes universitaires de Sorbonne Université. Située principalement sur le campus de Jussieu, désormais appelé campus Pierre-et-Marie-Curie, elle accueille près de 22 000 étudiants.
La formation et la recherche couvrent les champs de la biologie, les sciences de la Terre, de l'environnement et du climat, les sciences du vivant, la physique, la chimie, les mathématiques, l'électronique, l'informatique, la mécanique, ainsi que l'ingénierie.

## Historique

Ernest Munier-Chalmas, L'ancienne Sorbonne : le laboratoire de recherches physiques, 1893 (Bibliothèque interuniversitaire de la Sorbonne, NuBIS).

Le campus de Jussieu est édifié sur le site de ce qui fut l'Abbaye Saint-Victor, fondée en 1113 par le philosophe et théologien Guillaume de Champeaux. Fermée en 1790, détruite en 1811, il ne reste plus aujourd'hui de l'Abbaye que quelques soubassements encore visibles sous le Bâtiment Esclangon, utilisés comme cave lorsque la halle aux vins de Paris y fut installée entre 1813 et 1955.

Ernest Munier-Chalmas, L'ancienne Sorbonne : l'amphithéâtre de physique, 1892 (Bibliothèque interuniversitaire de la Sorbonne, NuBIS).

Le campus est inauguré en 1959, mais est le lieu de travaux continus jusqu'en 2016. La Faculté des sciences de Paris à l'étroit dans ses anciens locaux devait y trouver des conditions d'exercices plus adaptés aux exigences de l'après-guerre. Le campus est principalement formé d'un « gril » de barres réalisé par l'architecte Édouard Albert entre 1964 et 1971, surélevées par rapport à une dalle, elle-même surplombant les rues environnantes. Le gril comporte une tour en son centre, la tour Zamansky, et est bordé sur deux côtés de bâtiments plus anciens de 65 000 m2 qui comprend deux bâtiments (barres de Cassan) édifiés par l'architecte Urbain Cassan entre 1958 et 1961, à l'aplomb du quai Saint-Bernard et de la rue Cuvier.
C'est en 1964 qu'André Malraux confie à Édouard Albert le soin de dessiner l'université qui devra accueillir la grande quantité de nouveaux étudiants issus du baby boom. C'est certainement à la suite de l'idée d'Édouard Albert d'une construction modulaire entièrement métallique, dont les plans sont inspirés du palais de l'Escurial près de Madrid, que les bâtiments de cinq étages entourent des patios, servant de couverture à des locaux habités.
L'amiante, prévu pour protéger les bâtiments du feu, impose à cause de sa toxicité des travaux pour l'enlever. En 1995, une première estimation fait état d'un coût de 700 millions de francs; mais celui-ci augmente vite et, en 2009, les chiffres sont estimés entre 800 millions et plus d'un milliard d'euros. Claude Allègre, opposé au désamiantage, fait arrêter les travaux de désamiantage, initiés par son prédécesseur François Bayrou, lors de son arrivée au poste de ministre de l'Éducation nationale.
En juin 2009, après 5 années de travaux, ponctuées d'aléas politiques et administratifs, la Tour Zamansky est finalement réhabilitée et réinvestie par les différents services administratifs de l'Université Pierre-et-Marie-Curie. Partout sur ses façades, sont désormais inscrits les mots d'André Malraux « L'avenir est un présent que nous fait le passé ».
En octobre 2009, l'université Pierre-et-Marie-Curie fête les 900 ans de « formation supérieure et de quête intellectuelle de son site » : en hommage au théologien français, le président de l'université baptise le parvis de son principal campus « Guillaume de Champeaux ».
Le 1er janvier 2018, les composantes de l'université Pierre-et-Marie-Curie sont regroupées au sein de la faculté des sciences et ingénierie ainsi que celle de médecine de la nouvelle université Sorbonne Université issue de la fusion avec l'université Paris-Sorbonne, qui elle-même, devient la faculté des lettres de Sorbonne Université.

## Formation
La faculté des Sciences et Ingénierie de Sorbonne Université couvre un large spectre disciplinaire, réparti en six unités de formation et de recherche (UFR) : chimie, ingénierie, mathématiques, physique, sciences de la vie, ainsi que Terre, environnement et biodiversité.
La formation à la faculté des Sciences et Ingénierie s'organise de la licence 1 jusqu'au Master 2 voire jusqu'au doctorat. La faculté propose de nombreuses formations en apprentissage aux niveaux licence, master et en cursus d'ingénieur. En licence, l'apprentissage, traditionnellement accessible par le biais de licences professionnelles, l'est désormais aussi dans plusieurs mentions de licences générales.

## Instituts et composantes
L’université se compose de sept unités de formation et de recherche, de l'école d'ingénieur Polytech Sorbonne et de quatre observatoires des sciences de l'univers. S'y ajoutent, hors des composantes mentionnées ci-dessus des départements, centres scientifiques et services communs créés par délibération du conseil d'administration, dont en particulier le département du Cycle d'intégration commun à l'ensemble des unités de formation et de recherche de la faculté et rattaché au service général de la formation initiale. Ce département a pour mission de gérer, coordonner et développer l'ensemble des enseignements de la 1re année de licence scientifique et de la première année des études de santé en s'appuyant sur les moyens en enseignement des unités de formation et de recherche.

### Unités de formation et de recherche
- UFR de chimie de Sorbonne Université
- UFR d'ingénierie de Sorbonne Université
- UFR de mathématiques de Sorbonne Université (UFR 929)
- UFR de physique de Sorbonne Université
- UFR de biologie de Sorbonne Université
- Faculté Terre Environnement et Biodiversité

### Instituts et écoles
- Polytech Sorbonne
- Institut d'astrophysique de Paris

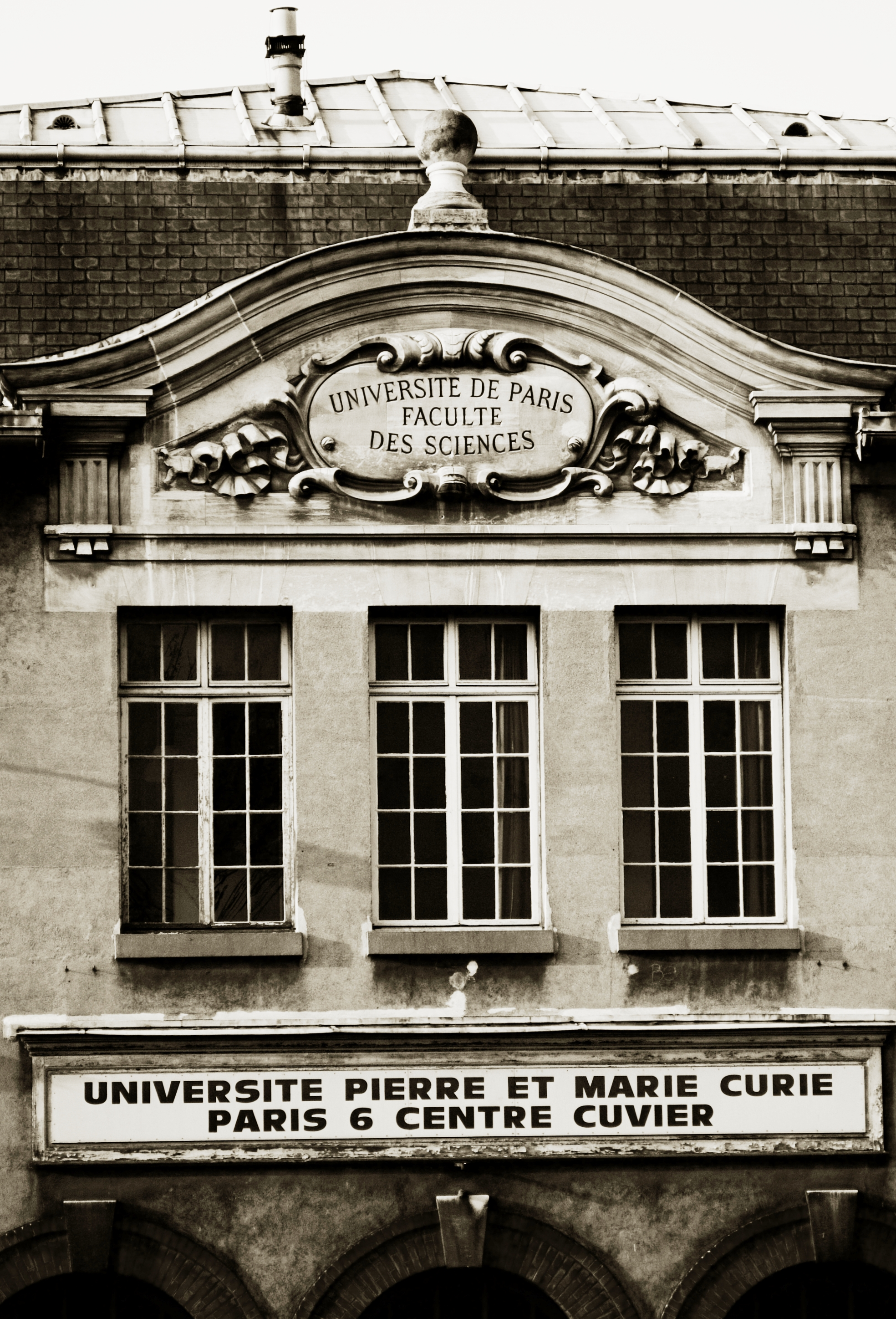
Ancien site du 12 rue Cuvier, maintenant occupé par l'Institut de physique du globe de Paris.

- Observatoire océanologique de Roscoff
- Observatoire océanologique de Banyuls
- Observatoire océanologique de Villefranche-sur-Mer
- Institut de statistique de Sorbonne Université
- Institut Henri-Poincaré

### Campus et laboratoires
- Campus Pierre-et-Marie-Curie (ex-Jussieu) (Paris)
  - Institut des systèmes intelligents et de robotique (ISIR)
  - Laboratoire de physique nucléaire et de hautes énergies (LPNHE)
  - Laboratoire de physique et mécanique des milieux hétérogènes (LPMMH)
  - Institut Jean-Le-Rond-d'Alembert
  - Institut d'écologie et des sciences de l'environnement de Paris (IEES)
  - Laboratoire d'Océanographie et du Climat (LOCEAN)
- Campus des Cordeliers (Paris)
  - Centre de recherche des Cordeliers
- Institut d'Astrophysique de Paris (IAP)
- Site Curie - Ulm (Paris)
- Institution de la Vision
- Institut du Fer à Moulin
- Campus Raspail
- Institut de La Longévité
- Campus d'Orsay
  - Laboratoire de génie électrique et électronique de Paris (GeePS, anciennement LGEP, Orsay, Sorbonne Université / Université Paris-Saclay / CNRS / CentraleSupélec)
  - Laboratoire de Physique Plasmas (LPP, Université Paris-Saclay / CNRS / Sorbonne Université / École Polytechnique / Observatoire de Paris)
- Campus de Roscoff
  - Station biologique de Roscoff
  - Département des Sciences de la Mer
- Station marine de Banyuls
- Station marine de Villefranche-sur-mer
- Laboratoire d'études du rayonnement et de la matière en astrophysique et atmosphères (LERMA)
- Institut de mathématiques de Jussieu – Paris Rive Gauche
- Laboratoire pour l'utilisation des lasers intenses

## Informations pratiques
- Doyen : Stéphane Régnier

La faculté (chiffres 2020), en quelques chiffres :
- 22 000 étudiants, dont 2 500 doctorants ;
- 3 000 enseignants-chercheurs et personnels administratifs ;
- 4 observatoires ;
- 2 instituts ;
- 72 laboratoires de recherche.

## Vie étudiante
La faculté des sciences et ingénierie de Sorbonne Université compte plus de 80 associations étudiantes et ateliers artistiques et culturels, organisant des événements dans les différents campus de la faculté. Une grande partie des projets[Combien ?] sont soutenus par le Fonds de Solidarité et de Développement des Initiatives Étudiantes (FSDIE) de Sorbonne Université, mais certains projets de grande taille sont soutenus par des partenaires externes[réf. nécessaire].

## Anciens étudiants de la faculté
La faculté des sciences et ingénierie compte parmi ses anciens étudiants plusieurs hommes et femmes politiques, comme Safiatou Thiam (ministre de la santé du Sénégal de 2007 à 2009), Claude Bartolone (président de l'Assemblée nationale française) ou Dominique Strauss-Kahn (directeur du Fonds monétaire international de 2007 à 2011), qui fut diplômé de l'ISUP.
Des personnalités du monde universitaire ont également étudié dans la faculté, comme la chercheuse en biologie Alice Meunier, Médaille de bronze du CNRS, le physicien et mathématicien québécois Luc Vinet (recteur de l'Université de Montréal de 2005 à 2010), ou Pierre-Louis Lions, médaille Fields en 1994. Nicole Capitaine , membre de l'Académie des sciences y a passé sa maîtrise et son doctorat d'astronomie. 
Depuis, d'autres  médailles Fields ont récompensé de jeunes mathématiciens menant, au moins en partie, leur recherche à la faculté : Wendelin Werner (2006), Ngô Bảo Châu (2010), Cédric Villani (2010) et Artur Avila (2014) . Les prix Nobel de physique Serge Haroche (2012), Gérard Mourou (2018), Anne L'Huillier (2023) et la prix Nobel de Chimie Emmanuelle Charpentier (2020) y ont fait leur doctorat.